# Egyptian Expeditionary Force
Die Egyptian Expeditionary Force (dt. Ägyptische Expeditionsstreitkräfte) war ein militärischer Großverband des British Empire, der im Ersten Weltkrieg von 1916 bis 1918 an der Sinai- und Palästinafront eingesetzt wurde. Er ging aus der Mediterranean Expeditionary Force, die zuvor bei dem gescheiterten Gallipoli-Unternehmen eingesetzt worden war, und den bereits in Ägypten befindlichen Truppen (Suez Canal Defences und Western Frontier Force) hervor.
Versuche der Osmanischen Armee, auf den Suez-Kanal vorzustoßen, wurden bis Sommer 1916 abgewiesen. In der anschließenden britischen Gegenoffensive wurde bis zum Kriegsende Palästina erobert und bis zum Sieg im Oktober 1918 auch wichtige Städte im heutigen Syrien, Jordanien und Libanon besetzt.

## Geschichte

### Aufstellung

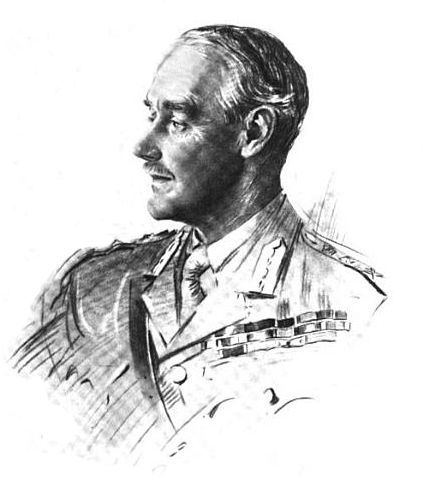
General Archibald Murray

Im Januar 1916 wurden die britischen Truppen in Ägypten unter den Befehl von General Archibald Murray gestellt. Bis zum März 1916 war die zuvor am Suez-Kanal verteidigende Canal Defences Force im Abschnitt Port Said konzentriert:
- 42nd (East Lancashire) Division
- 52nd (Lowland) Division (Major-General W. E. B. Smith)
- ANZAC Mounted Division (Major-General Sir Henry Chauvel)
- New Zealand Mounted Rifles Brigade (Brigadier-General Edward Chaytor)
- 5th Mounted Brigade (Brigadier-General E. A. Wiggin)
- Imperial Camel Corps Brigade (Brigadier-General Clement Leslie Smith)

Nach dem Scheitern der britisch-französischen Gallipoli-Expedition wurde mit den eingeschifften Truppen die British Salonika Force begründet und der Rest der Einheiten zur Verstärkung Murrays an die Front auf der Sinai-Halbinsel gebracht.

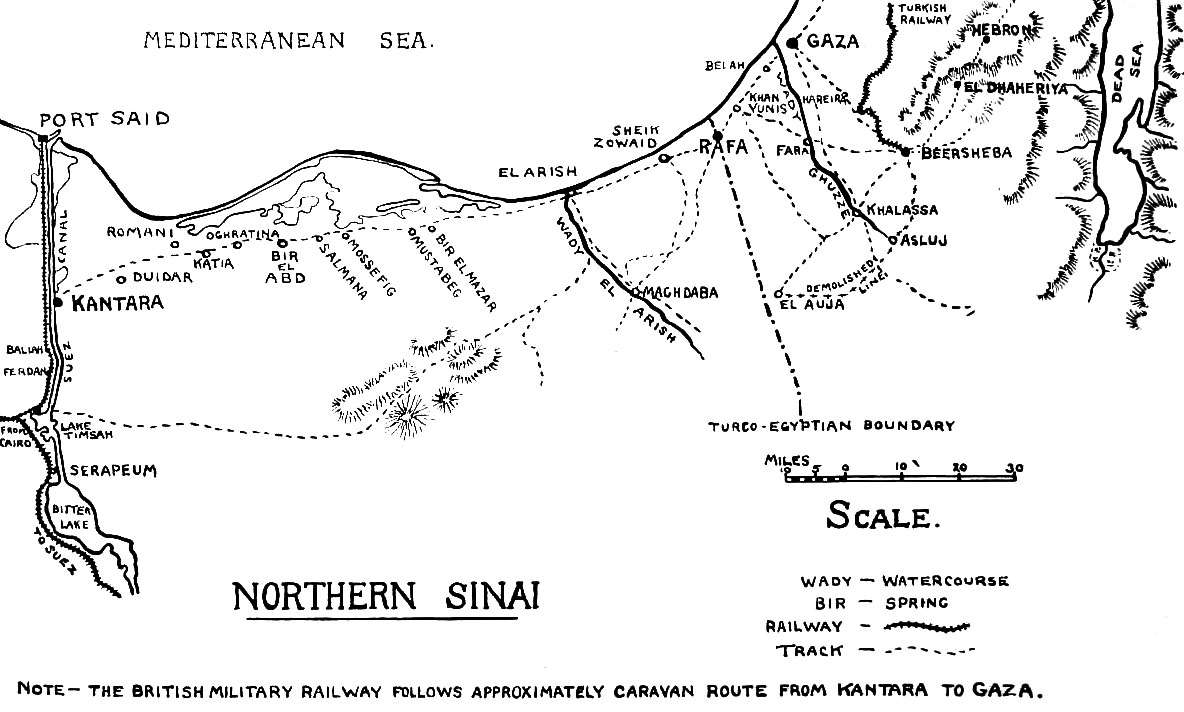
Vorrücken auf der Sinai-Halbinsel

Am 10. März 1916 wurde zum Schutz des von den osmanischen Truppen bedrohten Suez-Kanals die Egyptian Expeditionary Force aufgestellt, den Oberbefehl erhielt General Murray, als Generalstabschef fungierte General Arthur Lynden-Bell. Bis zum Juli 1916 verfügte Murray über 240.000 Mann, darunter neun Infanteriedivisionen, drei Infanterie-Brigaden und neun schwere Batterien, von denen mehrere Divisionen zur Sommeroffensive nach Nordfrankreich abgingen. Etwa 11.000 indische Soldaten wurde zur Verstärkung für die schwache Front in Mesopotamien freigemacht.
Der Egyptian Expeditionary Force unterstanden zunächst folgende Verbände:
- Western Frontier Force (Major-General William Peyton):
  - 53rd (Welsh) Division (Major-General A. G. Dallas)
  - 4th Dismounted Brigade (Brigadier-General E.A. Herbert)
  - 1.–3. Bataillon des British West Indies Regiment
- Canal Defences:
  - 52nd (Lowland) Division (Major-General H. A. Lawrence)
  - 1st Dismounted Brigade (General John Stewart-Murray, Marquess of Tullibardine)
  - ANZAC Mounted Division (Major General Henry G. Chauvel)
- Eastern Force (IX. Corps) (Major General Francis John Davies):
  - 42nd (East Lancashire) Division (Major General W. Douglas)
  - 54th (East Anglian) Division (Major General S. W. Hare)
  - 20th Indian Brigade (Brigadier General H. D. Watson)
  - 29th Indian Brigade (Brigadier General P. C. Palin)
- Australian and New Zealand Army Corps (Major General Alexander Godley):
  - 4th Australian Division (Major General H. V. Cox)
  - 5th Australian Division (Major General James Whiteside McCay)
  - 11th (Northern) Division (Major General Edward A. Fanshawe)

### 1916
Ein zweiter Angriff der Osmanen auf den Suez-Kanal, der mit Unterstützung des deutschen Asien-Korps unter General Friedrich Kreß von Kressenstein geführt wurde, scheiterte Anfang August in der Schlacht von Romani. Die türkischen Streitkräfte waren in die Defensive gedrängt worden und zogen sich am 12. August 1916 von Bir el Abd in Richtung der ägyptisch-türkischen Grenze zurück, nachdem sie am selben Tag von der Anzac Mounted Division angegriffen worden waren. Bei Bir el Mazar kam es zu einem Nachhutgefecht, bevor sich die türkischen Truppen zurückzogen. In den Maghara-Bergen wurde im Oktober 1916 eine stark verteidigte Stellung von einer am Suezkanal stationierten alliierten Streitmacht angegriffen. Sowohl die Stellungen in Bir el Mazar als auch in den Maghara-Hügeln wurden daraufhin aufgegeben. Danach begannen die Briten mit der schrittweisen Rückeroberung der Sinai-Halbinsel und konnten infolge der Schlacht von Magdhaba (28. Dezember 1916) die Grenzfestungstadt Al-Arisch einnehmen.

### 1917

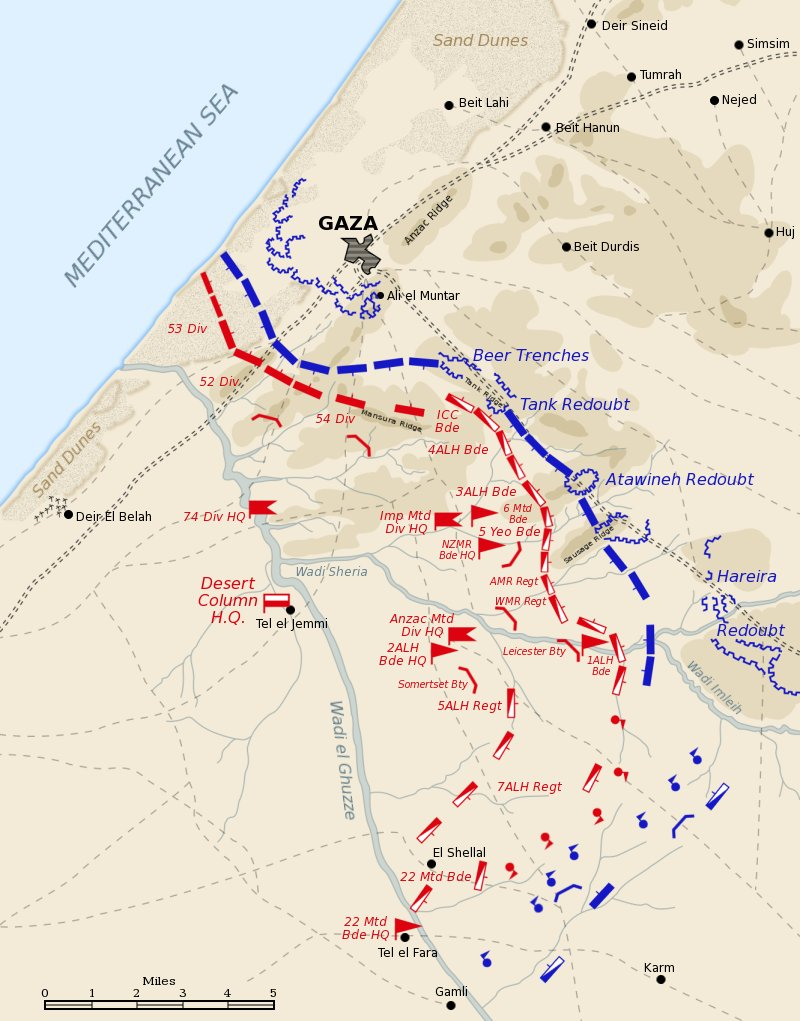
Skizze zur Zweiten Gazaschlacht, April 1917

An der neu entstandenen Palästinafront verteidigte die osmanische 8. Armee erfolgreich die Linie von Gaza über Tel el Sheria bis Beʾer Scheva. Zwei britische Vorstöße auf Gaza im März und April 1917 endeten in erfolglosen Grabenkämpfen. Die erste Schlacht um Gaza (26. – 28. März 1917) wurde zu einem Fehlschlag, weil Murrays Stellvertreter General Charles Macpherson Dobell die Kavallerie kurz vor dem entscheidenden Durchbruch zurückrief. In der zweiten Schlacht um Gaza zwischen dem 17. und 20. April verlor die  E.E.F. im Kampf gegen die Osmanen etwa 6400 Soldaten.

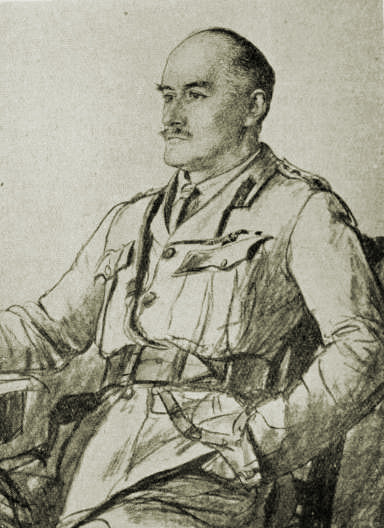
General Edmund Allenby, ab Juni 1917 Kommandeur der Egyptian Expeditionary Force

Am 28. Juni 1917 wurde General Edmund Allenby als Nachfolger Murrays zum neuen Kommandeur der Egyptian Expeditionary Force ernannt, Generalleutnant Louis Bols fungierte als neuer Stabschef. Zudem war das Desert Mounted Corps neu gebildet worden, das die gesamte Reiterei kombinierte.

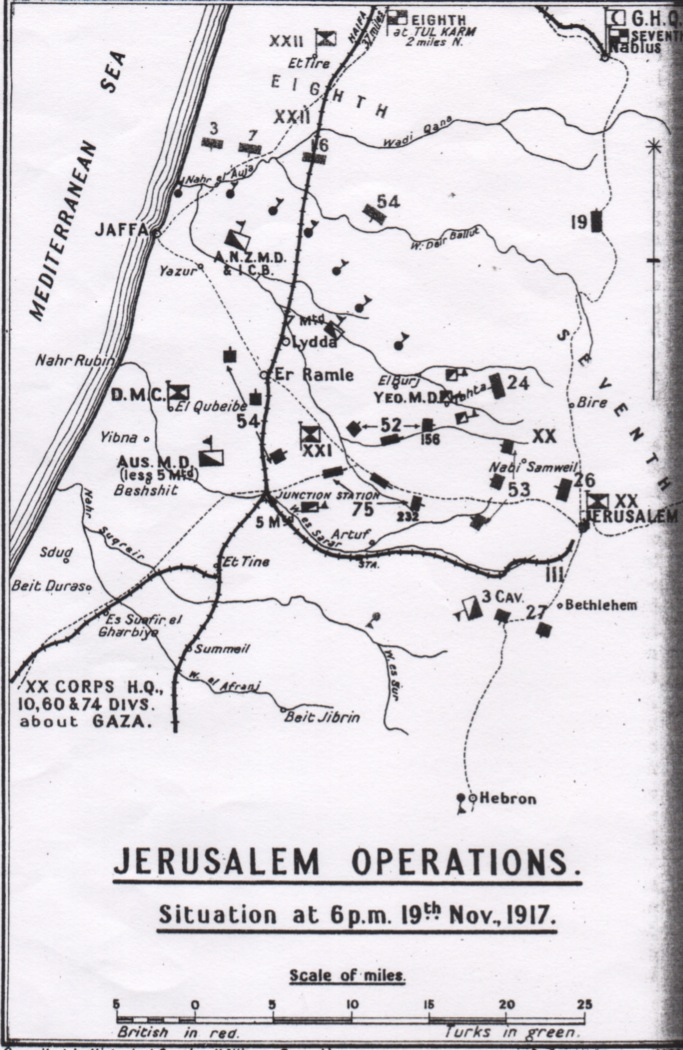
Schlacht von Jerusalem am 19. November 1917

Ein erfolgreicher Flankenangriff der australischen 4th Light Horse Brigade und der britischen 5th Mounted Brigade führte am 31. Oktober 1917 zur Eroberung von Beʾer Scheva. Der Verlust dieser Position machte bei der gegnerischen Heeresgruppe Yıldırım die Gazalinie nicht mehr haltbar. Infolge fielen auch die Posten Hareira and Sheria und nach den Kämpfen bei Tel el Khuweilfe nahmen die Briten am 7. November in der dritten Schlacht um Gaza auch Gaza ein. Die Kämpfe um Jerusalem begannen Mitte November 1917. Allenby konnte am 16. November Jaffa und am 9. Dezember Jerusalem besetzen.
Kriegsgliederung im November 1917
- XX. Corps (Lieutenant-General Sir Philip Chetwode)
  - 10th (Irish) Division (Major-General J. R. Longley)
  - 53rd (Welsh) Division (Major-General S. F. Mott)
  - 60th (2/2nd London) Division (Major-General Sir J. S. M. Shea)
  - 74th (Yeomanry) Division (Major-General E.S. Girdwood)
- XXI. Corps (Lieutenant-General Sir Edward Bulfin)
  - 52nd (Lowland) Division (Major-General J. Hill)
  - 54th (East Anglia) Division (Major-General S. W. Hare)
  - 75th Division (Major-General P. C. Palin)
- Desert Mounted Corps (Lieutenant-General Harry Chauvel)
  - ANZAC Mounted Division (Major-General Edward Chaytor)
  - Australian Mounted Division (Major-General H. W. Hodgson)
  - Yeomanry Mounted Division (Major-General G. de S. Barrow)
  - Imperial Camel Corps Brigade (Brigadier-General C. L. Smith)

### 1918

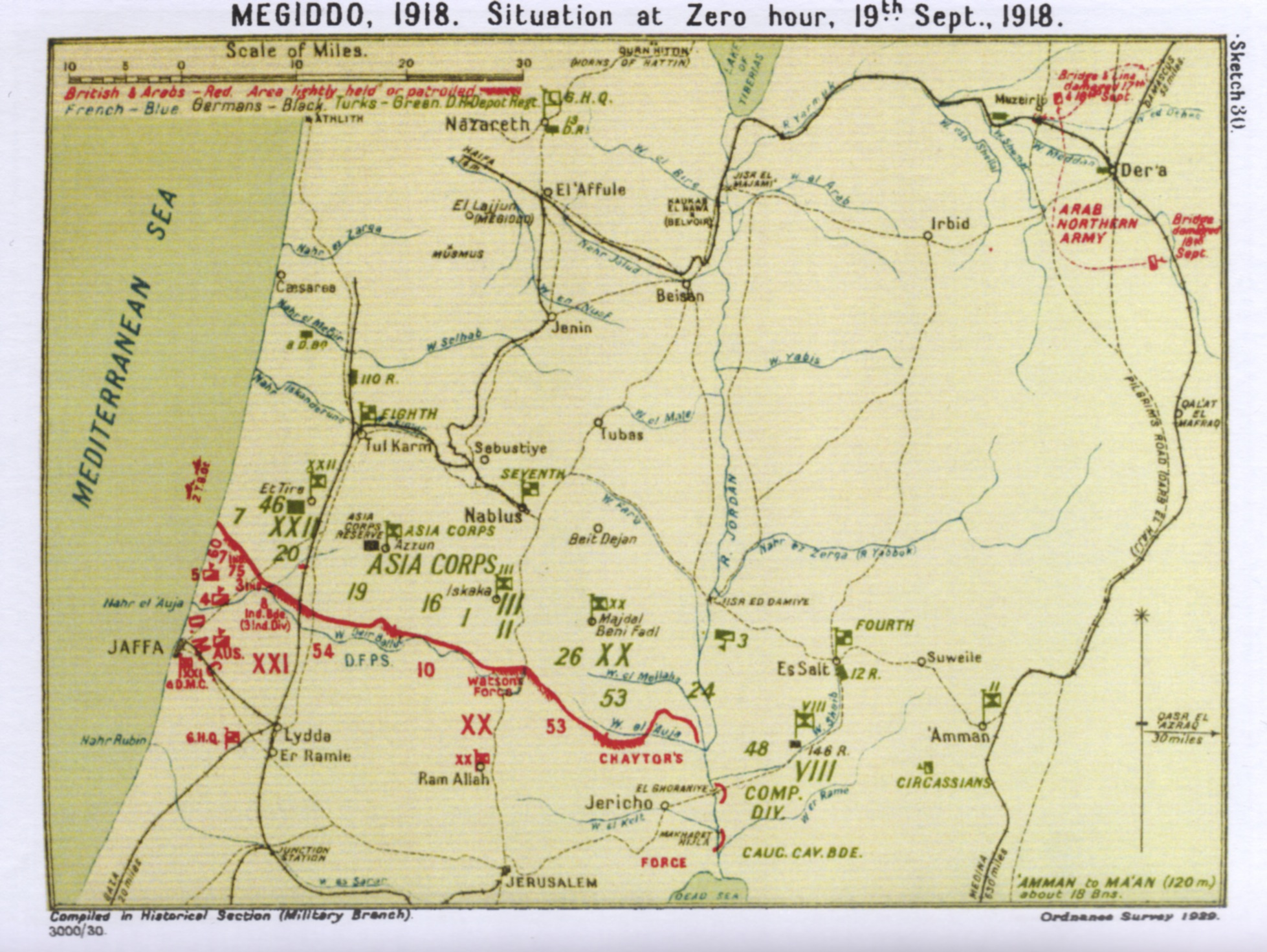
Aufstellung am 19. September 1918

Am 19. September 1918 griff das am Küstenabschnitt konzentrierte Egyptian Expeditionary Force den Gegner in der entscheidenden Schlacht von Megiddo an: Die am linken Flügel eingesetzte 60. Division drang innerhalb weniger Stunden mehrere Meilen tief durch die gegnerische Front nach Norden durch. Infolge des Rückzuges der noch intakten osmanischen 4. Armee (unter Mersinli Djemal Pasha) konnte an der östlichen Schlachtfront Chaytor’s Force über den Jordan gehen und am 25. September Amman besetzen.
- XXI. Corps (Lieutenant-General Sir Edward Bulfin; Küstenabschnitt nördlich Jaffa)
  - 60th (2/2nd London) Division (Major-General Sir J. S. M. Shea)
    - 5th Light Horse Brigade (Brigadier-General G. M. MacArthur Onslow)

  - 7th (Meerut) Division (Major-General Sir V. B. Fane)
  - 3rd (Lahore) Division (Major-General A. R. Hoskins)
  - 75th Division (Major-General P. C. Palin)
  - 54th (East Anglian) Division (Major-General S. W. Hare)
- Desert Mounted Corps (Lieutenant-General Sir Henry Chauvel)
  - Indian 4th Cavalry Division (Major-General Sir George Barrow)
  - Indian 5th Cavalry Division (Major-General Henry Macandrew)
  - Australian Mounted Division (Major-General H. W. Hodgson)
    - 3rd Light Horse Brigade (Brigadier-General Lachlan C.Wilson)
    - 4th Light Horse Brigade (Brigadier-General William Grant)
- XX. Corps (Lieutenant-General Sir Philip Chetwode)
  - 10th (Irish) Division (Major-General J. R. Longley)
  - 53rd (Welsh) Division (Major-General S. F. Mott)
  - Watson´s Force (Lieutenant colonel G. B. Watson)
- Chaytor’s Force (Raum nördlich von Jericho)
  - ANZAC Mounted Division (Major-General Edward Chaytor)
    - 1st Light Horse Brigade (Brigadier-General C. F. Cox)
    - 2nd Light Horse Brigade (Brigadier-General G. de L. Ryrie)
    - New Zealand Mounted Rifles Brigade (Brigadier-General W. Meldrum)
    - 20th Indian Brigade (Brigadier-General E. R. B. Murray)

Am 1. Oktober zog arabische Kavallerie (Arabische Revolte) in Damaskus ein. Inzwischen rückte die 3rd (Lahore) Division entlang der Küste in Richtung Beirut vor, die 7. (Meerut) Division stieß durch das Bekaa-Tal auf Baalbek. Nacheinander fielen die Städte Beirut (8. Oktober), Tripoli (18. Oktober) und Aleppo (25. Oktober) kampflos in die Hände der Briten. Mit dem Waffenstillstand von Mudros endeten die Kriegshandlungen.